# Разумный, Владимир Александрович
Влади́мир Алекса́ндрович Разу́мный (15 октября, 1924 — 19 января, 2011) — советский и российский философ

, публицист, педагог, литературный критик; доктор философских наук (1964), профессор (1968). Автор ряда книг и статей по вопросам современной культуры.

## Биография
Родился 15 октября 1924 года в Москве в семье кинорежиссёра Александра Разумного. По окончании средней школы в августе 1942 года призван в ряды Красной армии и направлен в Первое Туркестанское пулемётное военное училище. По окончании училища с августа 1943 года служил в 236-м гвардейском полку 74-й гвардейской стрелковой дивизии командиром пулеметного взвода, затем — роты. Участвовал в боях за Изюм и Барвенково, а далее — за Кировоград. В сентябре 1943 года тяжело ранен. В ноябре 1943 года после госпиталя направлен в распоряжение Московского военного округа, где готовил резервистов спецподразделений при военкомате. 20 апреля 1944 года уволен в запас в звании гвардии капитана.
В 1948 году окончил Всесоюзный государственный институт кинематографии, в 1952 году — аспирантуру Института философии Академии наук СССР, защитив диссертацию на соискание учёной степени кандидата философских наук по теме «Художественный образ — форма отражения действительности».
С 1949 года вёл преподавательскую работу по философии, педагогике и эстетике. В 1955—1969 годах — старший научный сотрудник сектора эстетики Института философии Академии наук СССР. В 1962—1964 годах читал курс лекций «Современность и современник в киноискусстве» слушателям Высших курсах сценаристов и режиссёров.
В 1963 году защитил диссертацию на соискание учёной степени доктора философских наук по теме «Проблемы теории социалистического реализма. О художественной правде и социальной функции советского искусства».
В октябре 1968 года в опубликованной в журнале «Огонёк» статье «Позиция… но какая?» обрушился с критикой на журнал «Искусство кино» и его редакцию за потворство модернизму и декаденству. В результате главный редактор журнала Людмила Погожева была снята с должности.
С 1969 по 1977 год — директор издательства «Педагогика». В 1977—1980 годах — заведующий сектором взаимодействия школы, учреждений культуры и общественности по эстетическому воспитанию Научно-исследовательского института общих проблем воспитания Академии педагогических наук СССР. В 1980—1984 годах — заведующий кафедрой общественных наук Всесоюзного института повышения квалификации работников культуры, с 1984 по 1992 год — профессор-консультант Научно-исследовательского института художественного воспитания Академии педагогических наук СССР, с 1992 до середины 2006 года — профессор Российского института переподготовки работников культуры, искусства и туризма Министерства культуры. С июня 2006 года — профессор Московского психолого-социального института. Действительный член Академии педагогических и социальных наук, Академии профессионального образования и Международной педагогической академии.
Умер 19 января 2011 года в Москве.